# Montserrat Ubach Tarrés
Montserrat Ubach Tarrés (Manresa) és espeleòloga, llicenciada en Filosofia i Lletres (Psicologia) per la Universitat de Barcelona i periodista especialitzada en naturalesa. L'octubre de 1961 essent encara una nena i acompanyada de la seva mare, fa el primer curset d'espeleologia organitzat pel Centre Excursionista de la Comarca del Bages de Manresa i allà neix la seva vocació per aquest esport-ciència.
Espeleòloga pionera, és una de les exploradores subterrànies més reconegudes de l'Espeleologia catalana. L'any 1963 acompanyada dels seus pares, explora per primera vegada l'avenc que durant 15 anys serà el més profund de Catalunya i durant 20 anys el més fondo del món en terreny de conglomerat. Els companys dels nou grups d'espeleologia, procedents de diverses entitats excursionistes de Catalunya que intervindran en l'exploració total i l'estudi, el bategen amb el seu nom: Avenc Montserrat Ubach. En el transcurs de més de cinc dècades d'activitat espeleològica, ha organitzant i/o participat en campanyes arreu dels cinc continents i explorat grans cavitats sub-glacials, volcàniques i tropicals. Ha estat membre de l'EDES del Centre Excursionista de la Comarca del Bages de Manresa i de l'ERE del Centre Excursionista de Catalunya. És fundadora /presidenta de Sarawak-Exploracions i Geografia, de l'Institut Català d'Espeleologia i Ciències del Karst (ICEK) i coordinadora de l'àrea de coves i avencs de la Xarxa Ibèrica d'Espais Geominers
Alumna del primatòleg Dr.Jordi Sabater Pi a la Facultat de Psicologia de la Universitat de Barcelona, està especialitzada en el comportament dels petits primats. Des de l'any 1986 treballa amb titís i tamarins. És la fundadora de la ONG Darwin. Preservació de Titís i Tamarins i dirigeix el seu Santuari de primats reconegut com a Centre oficial de rescat CITES. És directora de la revista Darwin News i de Darwin TV i autora de llibres de temàtiques animalistes, excursionistes i espeleològiques. El 1992 inicia l'etapa d'activisme en defensa dels drets dels animals a través de la Federació d'Entitats pro Drets dels Animals i la Natura (FEDAN). Ha estat la representant de les entitats animalistes de Catalunya a la Comissió d'Experimentació Animal de la Generalitat de Catalunya, pràctica amb la qual s'ha mostrat sempre molt crítica.
Porta el seu nom el Geotrechus (Geotrechidius) ubachi, una espècie de coleòpter cavernícola trobat al Solsonès, que el Museu de Zoologia de Barcelona li dedicà. Ha estat guardonada amb l'Àngel de Plata de la Federació d'Entitats Excursionistes de Catalunya, la Medalla al Mèrit Esportiu de la ciutat de Manresa, el Premi de la Fundació Espanyola de la Vocació i la Medalla de Plata de la Federació Catalana d'Espeleologia.